# Wiener-Neustädter-Hütte

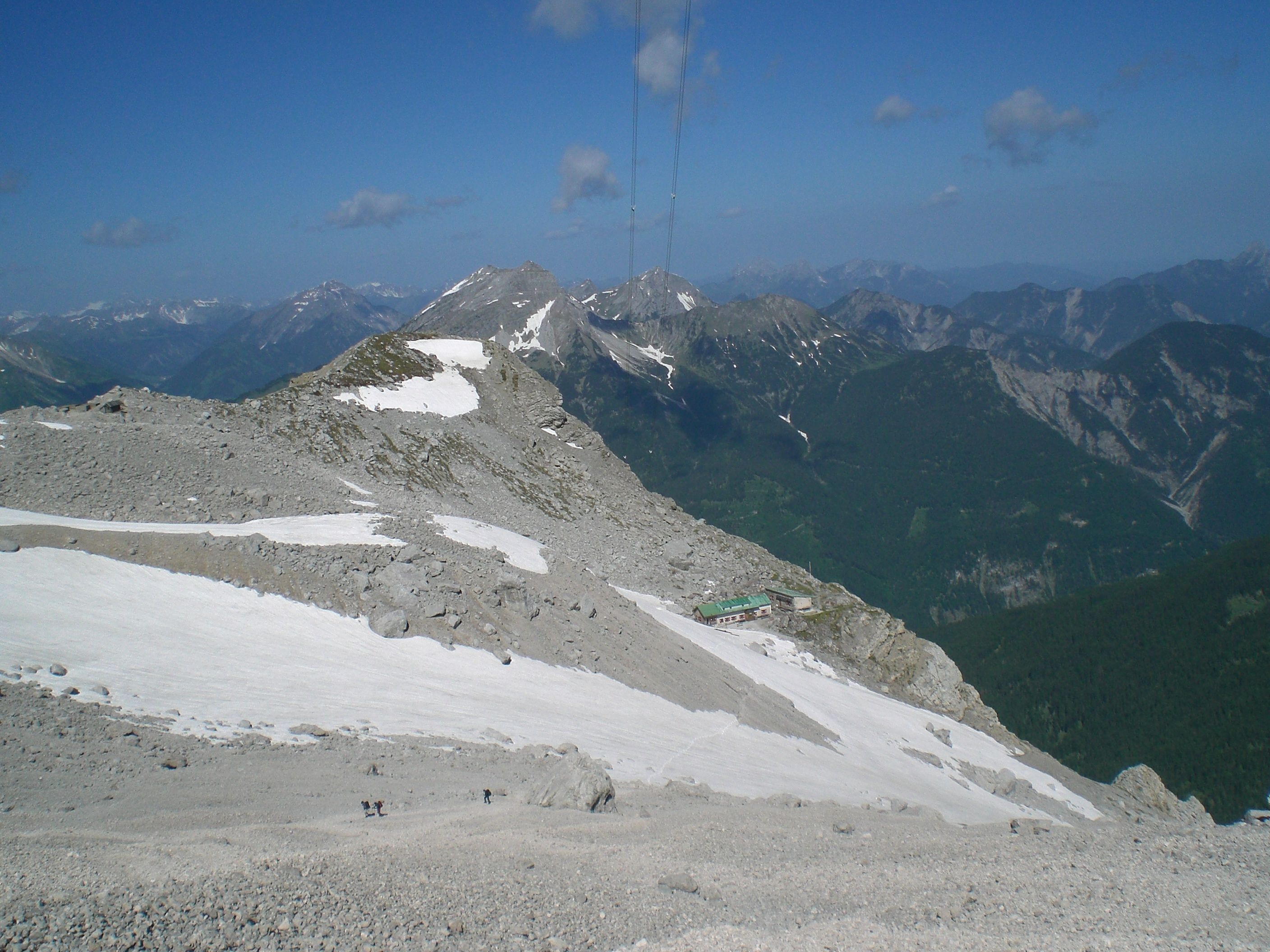
Die Hütte am Rand des österreichischen Schneekars

Die Wiener-Neustädter-Hütte ist eine Schutzhütte des Österreichischen Touristenklubs am Rand des österreichischen Schneekars in der Westwand der Zugspitze auf 2213 m ü. A. Höhe (2212 m nach anderen Angaben).

## Geschichte
Nachdem bereits 1879 der Klettersteig durch das Österreichische Schneekar zur Zugspitze gesichert wurde, beschloss der Vorstand der Sektion Wiener Neustadt des ÖTK im Jahr 1883, an diesem Weg eine Schutzhütte zu errichten. Zunächst war ein Holzblockbau geplant, schließlich wurde jedoch ein Steinbau errichtet. Am 1. September 1884 konnte die Wiener-Neustädter Hütte eröffnet werden, ab 1886 erfolgte in der Sommersaison eine Bewirtschaftung. Eine erste Erweiterung wurde wegen stark ansteigender Besucherzahlen bereits 1890/91 notwendig, weitere folgten 1903 und 1911–13.
Während des Zweiten Weltkriegs und der Nachkriegszeit sah sich die Sektion wegen sinkender Einnahmen bei hohen Instandhaltungsaufwänden nicht mehr in der Lage, die Hütte zu erhalten und suchte einen Käufer. 1951 übernahm die Zentrale des ÖTK in Wien zunächst die Betreuung und Verwaltung der Hütte, 2001 ging sie dann ganz in deren Eigentum über. In der Folgezeit wurden grundlegende Sanierungen und Modernisierungen sowohl an der Bausubstanz als auch an der technischen Ausstattung durchgeführt.

## Versorgung
Die Wasserversorgung erfolgt aus einer gefassten Quelle mit angeschlossenem Speicherbehälter und UV-Desinfektionsanlage. Strom wird über eine Photovoltaikanlage erzeugt, eine Solarwarmwasseranlage sorgt für die Beheizung eines Teils der Hüttenräume. Die Versorgung der Unterkunft mit Gütern erfolgt durch Gondeln der Tiroler Zugspitzbahn, deren Trasse genau über der Hütte verläuft. Dazu wird die Bahn angehalten, wenn die versorgende Gondel über der Hütte angelangt ist. Dann werden bei geöffneter Seilbahntür mittels einer installierten Seilwinde die Versorgungsgüter rund 40 Meter abgeseilt. Dieses wird bei Bedarf auch während des normalen Personenbetriebs durchgeführt.

## Zugänge
- von Ehrwald über den Georg-Jäger-Steig (Gehzeit 4 Stunden)
- von der Talstation der Tiroler Zugspitzbahn (Gehzeit 2,5 Stunden)
- vom Eibsee (Gehzeit 4 Stunden)
- von der Station Riffelriß der Bayerischen Zugspitzbahn in 2 Stunden (teilweise gesichert).
- von Obermoos über den Binderweg in 3 Stunden

## Übergänge
- Münchner Haus, Gehzeit 2½−3 Stunden I (teilweise gesichert)
- Knorrhütte, Gehzeit 3½ Stunden I (teilweise gesichert).

## Gipfel
- Zugspitze (2962 m) I (teilweise gesichert). Der Weg zum Gipfel der Zugspitze führt über einen leichten Klettersteig, der an einem Naturstollen beginnt (Stopselzieher) und an der aufgelassenen Bergstation der ersten Tiroler Zugspitzbahn vorbei über den Kamm zum Gipfel führt.
- Zugspitzeck (2820 m) II,
- Sonnspitzl (2600 m) III,
- Schneefernerkopf (2874 m) I (teilweise gesichert).